# 神經再生導管
神經再生導管，用於周邊神經損傷是臨床常見疾病，而神經系統一旦受到損害，受其支配的器官功能也會隨之受到影響，造成組織喪失功能，只有在神經經由再生或修復後，組織及器官的功能才能得到完全的恢復。中樞神經及周邊神經的損傷，其再生的神經位於管內。具高順向性之多重中空纖維管束，縮小導管的管徑，可以提升細胞貼附面積，而具有方向性的內管導通結構，更可提高導管對神經軸突生長方向的引導。